# Yoshiko Mita
Pour les articles homonymes, voir Mita.
Yoshiko Mita (三田佳子, Mita Yoshiko) est une actrice japonaise née le 8 octobre 1941 à Osaka.

## Filmographie partielle
- 1960 : Bōso omote he derō
- 1960 : Fujimi no otoko
- 1960 : Hono-o no shiro
- 1960 : Nippon G-Men : matenro on okami
- 1960 : Sātsu rarete tama ruka
- 1960 : Tōppu ya o korosē
- 1960 : World War III Breaks Out : Tomoko
- 1961 : Machi
- 1961 : Tenka no Kaidanji Senpū Tarō : Midori Kanō
- 1962 : Gang tai Gang
- 1962 : Jigokū no sokō o buchi yabūre
- 1962 : Maboroshi Tengu
- 1962 : Nerai uchi no buraikan
- 1962 : Sanroku
- 1962 : Sarariman Isshin Tasuke
- 1962 : Tōkyō antatchaburu : Yuriko Inoue
- 1962 : Uragiri mono wa jigoku daze
- 1962 : ōsho : Tamae, fille de Sankichi
- 1963 : Bōryoku gai
- 1963 : Bōsu o tosē
- 1963 : Contes cruels du Bushido de Tadashi Imai : Kyoko Hitomi
- 1963 : Gyangu Chūshingura
- 1963 : Kaigun
- 1963 : Kizū darakē no futekî na monō
- 1963 : Kyōkatsu
- 1963 : La Société des gangsters
- 1963 : Okashina yatsu : Ohisa
- 1963 : Showa kyokyaku den
- 1963 : Tokyo aantachibiru : dasso : Yuriko Inoue
- 1963 : Tokyo aantachiburu - bāsishūn chikā sōshiki
- 1963 : Zoku ōsho
- 1964 : Akai daiya
- 1964 : Ankokugai Main Street : Miki Nakada
- 1964 : Kuruwa sodachi : Tamiko
- 1964 : Nihon kyokaku-den : Osaki
- 1964 : Adauchi (仇討?) de Tadashi Imai : Ritsu Nishida
- 1964 : Samé : nonne Kengyoku
- 1964 : Tōkyō gyangu tai Honkon gyangu
- 1964 : Zoku Tokyo antachaburu
- 1965 : Hiya-meshi to Osan to Chan : Osan
- 1965 : Kaoyaku : Mayumi Kashiwada
- 1965 : Kuroi neko : Emiko Hamuro
- 1965 : La Légende des yakuzas perdus (昭和残侠伝, Shōwa zankyō-den?) de Kiyoshi Saeki : Aya
- 1966 : Aiyoku : Natsuko Nomura
- 1966 : Shōwa zankyō-den : Karajishi botan
- 1966 : Yojōhan monogatari : Shōfu Shino : Shino Fukazawa
- 1967 : Yoru no hitode
- 1968 : Amadera maruhi monogatari
- 1968 : La Légende de Zatoïchi : Les Tambours de la colère : Osode
- 1968 : Ryūma ga yuku
- 1969 : Sengo Saidai no Toba
- 1969 : Yaju no fukkatsu
- 1971 : Silence (沈黙, Chinmoku?) de Masahiro Shinoda : une femme à Maruyama
- 1974 : Love is in the Green Wind : professeur Fujii
- 1976 : Onna no kunshō
- 1976 : Tsuma to onna no aida : Azumi
- 1976 : Yukāi na gokudo
- 1977 : Jokōsei no yūgi
- 1978 : Akō-jō danzetsu : Akuri
- 1979 : Ameyuki san
- 1979 : Moeru aki
- 1979 : ōgon no inu : Kyoko Katase
- 1981 : Abandoned
- 1981 : Sekigahara
- 1982 : L'Île des amours de Paulo Rocha : O-Yoné
- 1982 : The Go Masters (未完の対局, Mikan no taikyoku?) de Jun'ya Satō
- 1984 : Appassionata (序の舞, Jo no mai?) de Sadao Nakajima : Kiyotsugu
- 1984 : W no higeki (Wの悲劇?) de Shin'ichirō Sawai : Sho Hajima
- 1985 : Haru no kane (春の鐘?) de Koreyoshi Kurahara : Noriko Narumi
- 1986 : Inochi
- 1986 : Keshin
- 1986 : Michi : Hideko
- 1987 : The Drifting Classroom : Emiko
- 1987 : Wakarenu riyū : Fusako
- 1988 : Rabu sutori o kimini : Kyoko Komaki
- 1988 : Sur la route de la soie
- 1988 : C'est dur d'être un homme : Quelle salade ! (男はつらいよ 寅次郎サラダ記念日, Otoko wa tsurai yo: Torajirō sarada kinenbi?) de Yōji Yamada : Machiko
- 1989 : Gokudo no onna-tachi : San-daime ane de Yasuo Furuhata : Hazuki Sakanishi
- 1989 : Rikyu (利休?) de Hiroshi Teshigahara : Riki
- 1991 : Genji monogatari
- 1991 : Oishii kekkon : Mieko Yagashira
- 1992 : Toki rakujitsu de Seijirō Kōyama : Shika Noguchi
- 2003 : Battle Royale 2: Requiem : mère de Takuma
- 2003 : Drugstore Girl (Doraggusotoa gāru) de Katsuhide Motoki
- 2003 : Shiberia Chōtokkyū 3 : Yumi Mori
- 2004 : Umineko : Tami Ueda
- 2005 : Ima ai ni yukimasu
- 2006 : Tamamoe ! : Akiko Ito
- 2007 : Himawari : Natsume masako 27 nen no shōgai to haha no ai
- 2010 : Ningen shikkaku : Tetsu
- 2011 : Hebunzu furawā : The Legend of Arcana
- 2013 : Doctor X ~ Gekai Daimon Michiko ~
- 2014 : Onsen okami futari no jikenbo 3
- 2015 : Haiyū Kameoka Takuji : Natsuko Matsumura
- 2015 : Mangō to akai kurumaisu
- 2016 : Chūshingura no Koi : 48-ninme no Chūshin
- 2016 : No yōna mono no yōna mono

## Biographie

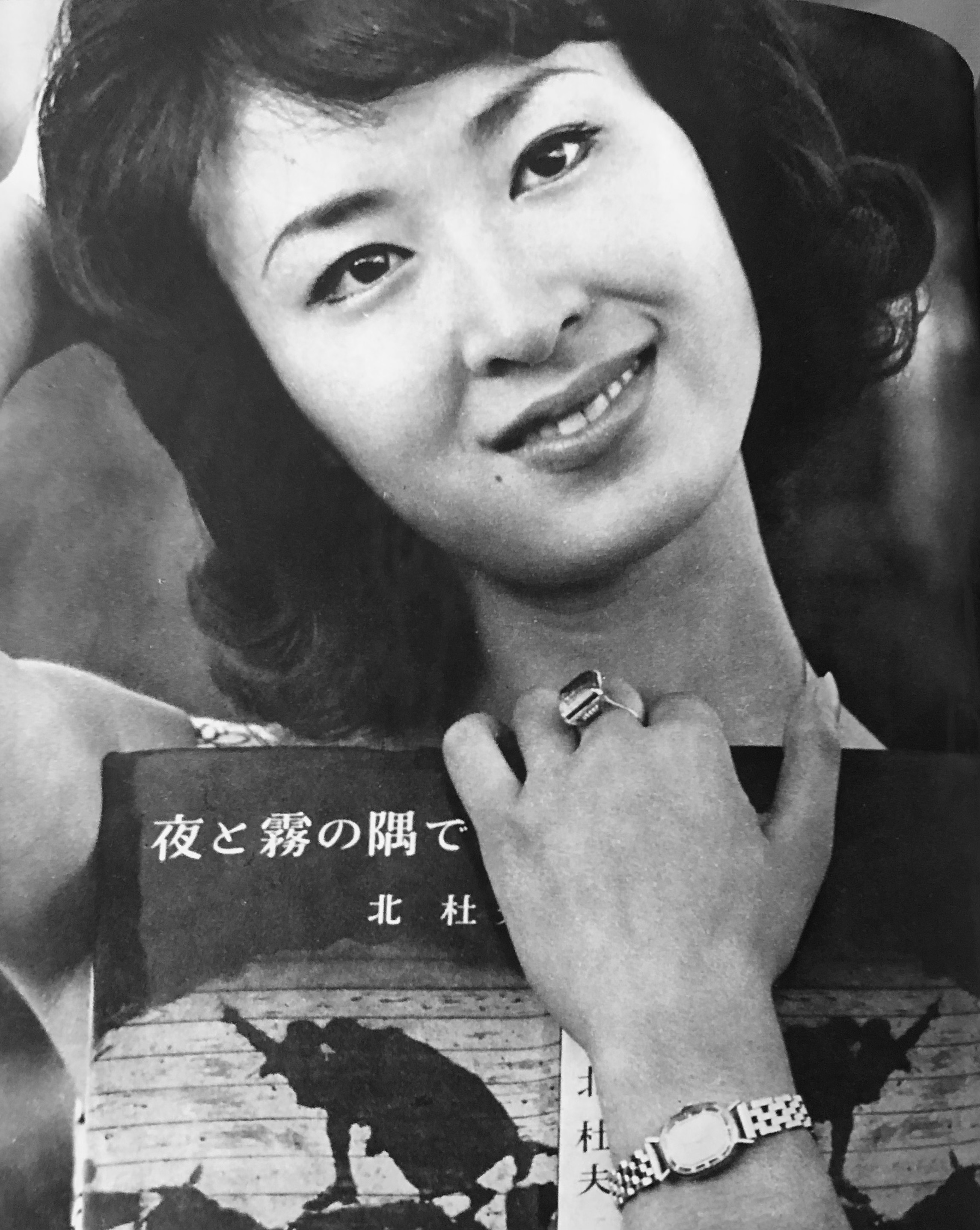
Yoshiko Mita en 1962.

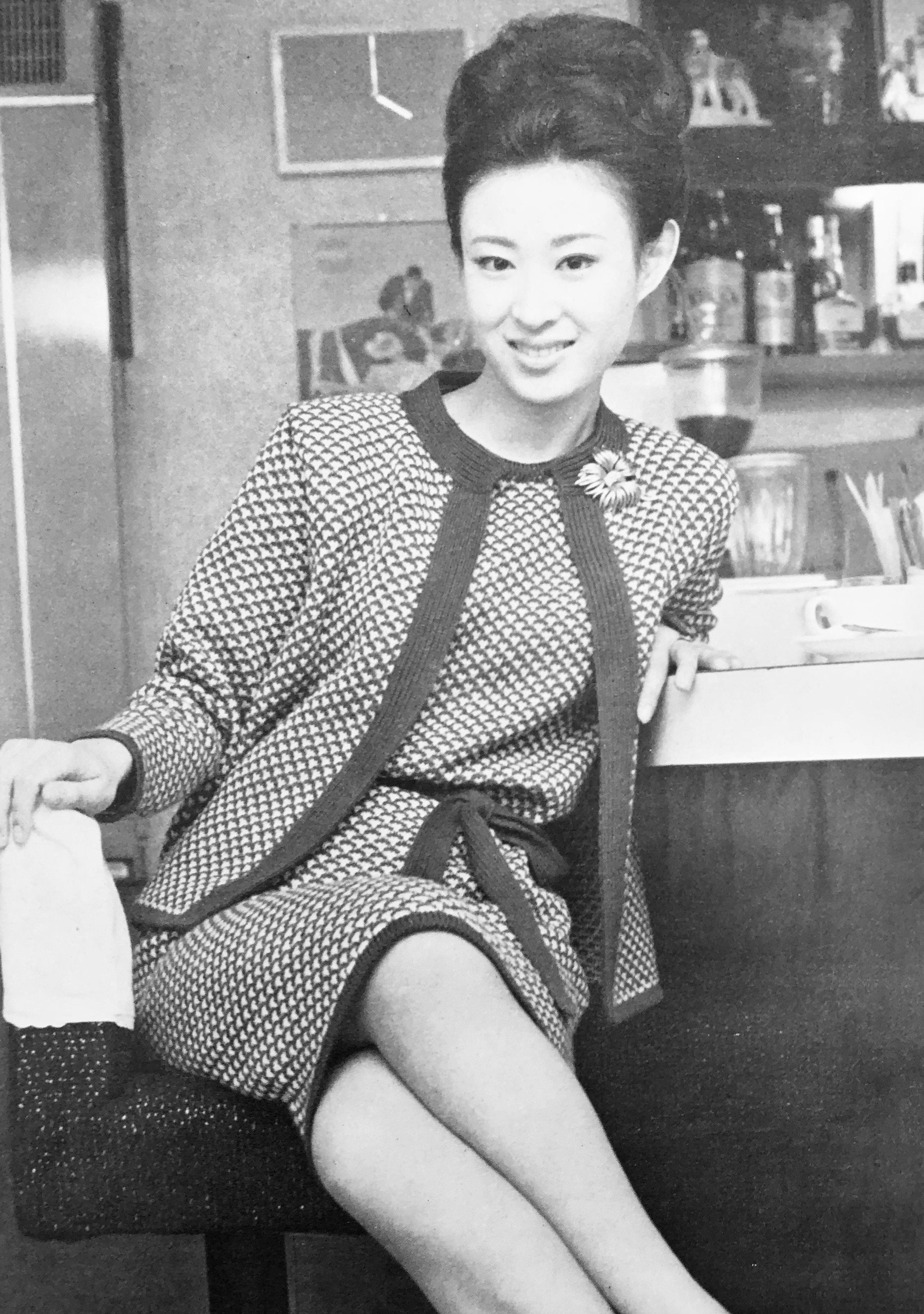
Yoshiko Mita en 1965.

## Distinctions

### Récompenses
- Kinema Junpō Awards 1985 : meilleure actrice dans un second rôle pour W no higeki[1]
- Prix du film Mainichi 1985 : meilleure actrice dans un second rôle pour W no higeki et Jo no mai[2]
- Japan Academy Prize 1986 : meilleur second rôle féminin pour W no higeki et Haru no kane[3]
- Prix du film Mainichi 1988 : Prix Kinuyo Tanaka[4]